# 31 (број)
31 је број, нумерал и име глифа који представља тај број. 31 је природан број који се јавља после броја 30, а претходи броју 32.

## У математици
- Је трећи Мерсенов прост број

## У науци
- Је атомски број галијума

## У спорту
- Је био број на дресу Реџија Милера док је играо за Индијану Пејсерсе
- Је број на дресу кошаркаша Виктора Хријапе у Московском тиму ЦСКА[1]

## Остало
- Је број дана у: јануару, марту, мају, јулу, августу, октобру и децембру
- Је број департмана Горње Гароне у Француској
- Је међународни позивни број за Холандију[2]